# Мустафина, Виктория Игоревна
Виктория Игоревна Мустафина (17 сентября 1998) — российская футболистка, полузащитница.

## Биография
Воспитанница тульского футбола. На взрослом уровне дебютировала в 2014 году, когда выступала в первом дивизионе России за московский ЦСКА. В 2015 году участвовала в соревнованиях по мини-футболу за команду ТГПУ им. Л. Н. Толстого (Тула). В 2016 году выступала за подмосковный клуб «УОР-Россиянка», с которым заняла четвёртое место в финальном турнире первой лиги.
В 2017 году выступала в высшей лиге России за клуб «Россиянка». Дебютный матч в чемпионате сыграла 18 апреля 2017 года против «Енисея», отыграв первые 80 минут. Всего за сезон провела 10 матчей в высшей лиге. Принимала участие в матче женской Лиги чемпионов против исландского «Стьярнана».
В 2018—2019 годах играла в первой и второй лиге за команду звенигородского УОР № 2 (в 2018 году — СКА-УОР). В 2018 году стала бронзовым призёром финального турнира первого дивизиона, в матче за третье место против «Кузбасса» (1:0) забила решающий гол. Летом 2019 года перешла в «Дончанку» (Новошахтинск), забила дебютный гол в первом же матче против «Виктории» Белгород (13:0).
В 2023 году в составе тульского «Арсенала» заняла третье место в зоне Центр в рамках розыгрыша Первой лиги 2023.